# Vé
Ve (Wiho in germanico) era uno degli Æsir, figlio della gigantessa Bestla e Borr nella mitologia norrena. I suoi fratelli erano Víli e Odino. È conosciuto per aver dato all'umanità la parola e i sensi. Secondo Loki, nel poema Lokasenna, ebbe una relazione con la moglie di Odino, Frigg.
Nel poema eddico Vǫluspá sono Hœnir e Lóðurr ad aiutare Odino a creare i primi esseri umani (Askr ed Embla). Invece, nel Gylfaginning sono menzionati Víli e Ve. È comunque possibile che Lóðurr fosse un altro nome per Ve.